# He Wenna
He Wenna (kinesiska: 何雯娜; pinyin: Hé Wénnà), född den 19 januari 1989 i Longyan, Kina, är en kinesisk gymnast.
Hon tog OS-guld i damernas trampolin i samband med de olympiska gymnastiktävlingarna 2008 i Peking. Hon tog även OS-brons i damernas trampolin i samband med de olympiska gymnastiktävlingarna 2012 i London.